# Артюшков, Алексей Владимирович
Алексе́й Влади́мирович Артюшко́в (1874—1942) — российский переводчик с греческого и латинского, стиховед, историк литературы, педагог.

## Биография
В 1900 году окончил Историко-филологический факультет Московского университета. В 1904—1918 годах преподавал словесность в различных гимназиях Москвы, в том числе Алфёровской гимназии, после революции продолжил работу в советских школах. Помимо этого в 1923—1929 годах был преподавателем поэтики и стиховедения Высших государственных литературных курсов Московского управления профтехобразования.
Кроме того, активно занимался библиотечным делом: в 1920—1929 году работал библиотекарем в Государственном историческом музее, в 1926 году окончил Высшие библиотечные курсы, а с 1929 года стал научным сотрудником 1-го разряда Института библиотековедения, входившего в состав Публичной библиотеки СССР. Был составителем и редактором нескольких библиотечных справочников и каталогов.
В области стиховедения занимался фоникой (звуковой организацией) русского стиха, был одним из первых исследователей, связавших изучение стиха с лингвистикой.
В 1912 году Артюшков выпустил книгу переводов античной драматургии «Котурн и маски», куда вошли произведения Еврипида, Плавта и Теренция. В дальнейшем перевёл практически все сохранившиеся произведения последних двух авторов (все шесть комедий Теренция были выпущены в 1934 году единым изданием, позднее неоднократно переиздавались). Также переводил многих других античных авторов (Анакреона, Авсония, Горация, Клавдиана, Тибулла, Ювенала, Овидия, Федра). В советское время публиковался в различных изданиях «Хрестоматии по истории античной литературы», составленных Н. Ф. Дератани.
В экспериментах, связанных с развитием русского ямбического триметра, выступал как последователь Н. А. Холодковского и антагонист Вяч. Иванова, при этом тип триметра Артюшкова оказался более удачным (поскольку «сверх первичного ритма он имел и вторичный и потому был легче — волнообразная смена сильных и слабых стоп придавала стиху единство и облегчала его восприятие») и быстро завоевал признание среди переводчиков античной поэзии.

## Основные труды
До революции Артюшков издал книги:
- «Учебная книга по истории русской литературы. Древняя письменность. Литература XI—XIV веков. Курс V класса мужской и VI класса женской гимназий». М. 1910;
- «Котурн и маски»: Еврипид. «Ион»; «Киклоп»; Плавт «Домовой»; Теренций «Евнух» М, Саблин. 1912.

Также автор работ по стиховедению, книги:
- «Звук и стих». Пг., 1923;
- «Стиховедение. Качественная фоника русского стиха», М., 1927;
- «Основы стиховедения», М., Никитинские субботники, 1929.